# Saligny-le-Vif
Saligny-le-Vif – miejscowość i dawna gmina we Francji, w Regionie Centralnym, w departamencie Cher. W 2013 roku populacja ówczesnej gminy wynosiła 194 mieszkańców.
Dnia 1 stycznia 2019 roku połączono trzy wcześniejsze gminy: Baugy, Laverdines oraz Saligny-le-Vif. Siedzibą gminy została miejscowość Baugy, a nowa gmina przyjęła jej nazwę.